# بمب‌گذاری‌های تل تمر (۲۰۱۵)
بمب‌گذاری تل تمر، در ۱۱ دسامبر سال ۲۰۱۵ اتفاق افتاد که در آن انفجار سه خودروی بمب‌گذاری شده منجر به کشته شدن ۶۰ نفر و زخمی شدن بیش از ۸۰ نفر شد. این انفجار در شهر تل تمر واقع در استان حسکه در شمال شرقی سوریه قرار دارد که توسط روژاوا کنترل می‌شود رخ داد. یکی از انفجارها در نزدیکی یک بیمارستان صحرایی متعلق به نیروهای شبه نظامی کُرد و یکی دیگر از انفجارها در بازار تجاری الجمله رخ داد، جایی که بیشتر تلفات مربوط به آنجا است.